# Alfred Bonjean
Alfred Bonjean (Quaregnon, 19 november 1901 – Saint-Ghislain, 31 augustus 1992) was een Belgisch volksvertegenwoordiger, senator en burgemeester.. 

## Levensloop
Bonjean ging op zijn twaalfde aan de slag in een glasblazerij in Saint-Ghislain. Na de uitbraak van de Eerste Wereldoorlog werd hij mijnwerker in de mijn van Flénu en van 1918 tot 1921 was hij grondwerker bij de Belgische spoorwegen en in 1921 werd hij werkzaam in de aardewerkfabriek van Wasmuel.
Vanaf zijn achttiende studeerde Bonjean eveneens aan de industriële school, waar hij een diploma in commercieel boekhouden behaalde. In 1926 werd hij geselecteerd om een stage te volgen aan de Arbeidershogeschool in Brussel, maar uiteindelijk bleef hij actief als arbeider. Nadat Bonjean in 1928 zijn werk verloor, werd hij bestendig secretaris en propagandist van de regionale vakbondscentrale voor arbeiders in de bouwsector en de industrie. Twee jaar later behaalde hij aan de Arbeidershogeschool van Brussel het diploma van sociaal assistent.
Vanaf 1920 was Bonjean lid van de afdeling van de Socialistische Jonge Wacht (SJW) in Quaregnon, waar hij deel uitmaakte van het centraal comité en van 1920 tot 1926 secretaris was. In 1932 werd hij schatbewaarder van de SJW-federatie van de Borinage en in 1936 was hij de voorzitter van deze federatie. Binnen de SJW verzette hij zich tegen de radicalisering van de jongerenbeweging en de toenadering tot communistische jeugdverenigingen. In 1936 werd Bonjean lid van het federaal comité van de Belgische Werkliedenpartij.
In 1932 werd Alfred Bonjean eveneens verkozen tot gemeenteraadslid van Quaregnon, waar hij meer dan veertig jaar politiek actief was. Van 1934 tot 1957 was hij er schepen van Onderwijs en van 1957 tot 1976 was hij burgemeester van de gemeente. Als burgemeester saneerde hij de openbare financiën en leidde hij de grootschalige bouw van sociale woningen in goede banen.
Tijdens de Tweede Wereldoorlog ging hij opnieuw aan de slag in de privésector, bij porseleinfabrikant Cerabel. Samen met onder andere Roger Toubeau en Emile Cornez was hij ook actief in het verzet. Bonjean verdeelde exemplaren van de clandestiene krant La Renaissance nationale, was betrokken bij ondergrondse socialistische activiteiten en probeerde de contacten tussen verschillende vakbonden in de Borinage in stand te houden. Begin 1944 werd hij door de Duitsers opgespoord, waardoor hij besloot om onder te duiken.
Na de Bevrijding werd Bonjean in 1944 secretaris van de Federatie van Socialistische Mutualiteiten in de Borinage, waarvan hij in 1966 de voorzitter werd.
Vanaf 1946 kwam hij op bij verschillende verkiezingen. In 1951 werd hij voor de PSB lid van de Kamer van volksvertegenwoordigers voor het arrondissement Bergen, in opvolging van de overleden Louis Pierard. In 1958 stapte hij over naar de Senaat: van 1958 tot 1961 was hij provinciaal senator voor Henegouwen en van 1961 tot 1965 was hij rechtstreeks verkozen senator voor het arrondissement Bergen. In het parlement ging zijn aandacht vooral uit naar sociale zaken en volksgezondheid, zoals gratis medische zorgen voor gepensioneerden, de strijd tegen kanker en tuberculose en de problemen omtrent mutualiteiten, en regionale problemen, zoals het gebrek aan communicatiemiddelen in de Borinage. Na het einde van zijn parlementaire loopbaan was Bonjean nog tot 1976 politiek actief.
Een jongerencentrum in Quaregnon draagt zijn naam.